# تراکیان

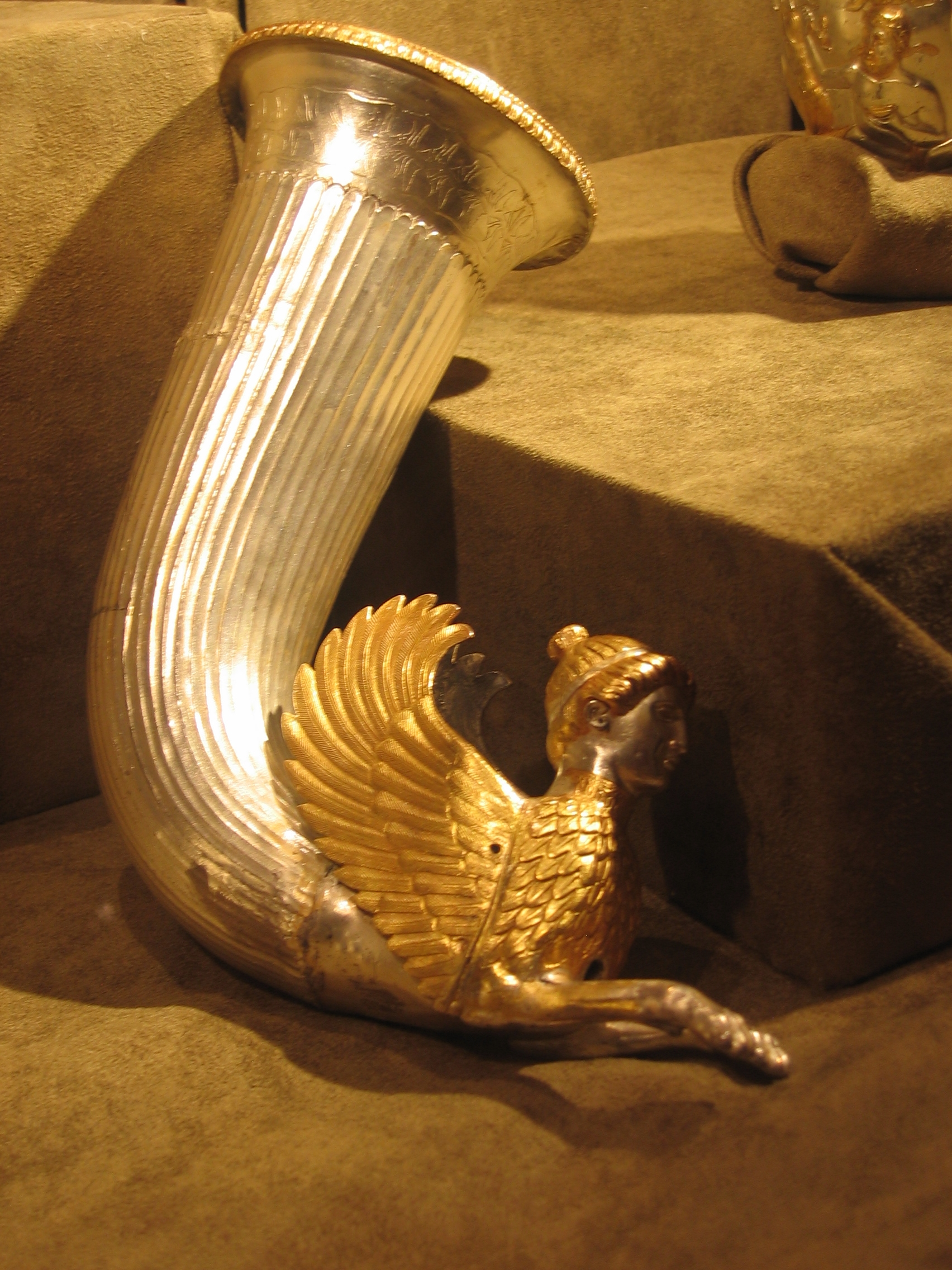
جامی سیمین مربوط به تراکیان یافت‌شده در بلغارستان کنونی تعلق به قرن چهارم پیش از میلاد

تراکیایی‌ها (/ˈθreɪʃənz/؛ یونانی باستان: Θρᾷκες، رومی: Thrāikes؛ لاتین: Thraci) مردمی هندواروپایی زبان بودند که در عصر باستان در بخش‌های بزرگی از جنوب شرق اروپا ساکن بودند. تراکی‌ها عمدتاً در جنوب شرقی اروپا در بلغارستان امروزی، رومانی و شمال یونان و همچنین در شمال غربی آناتولی (آسیای صغیر) در ترکیه ساکن بودند.

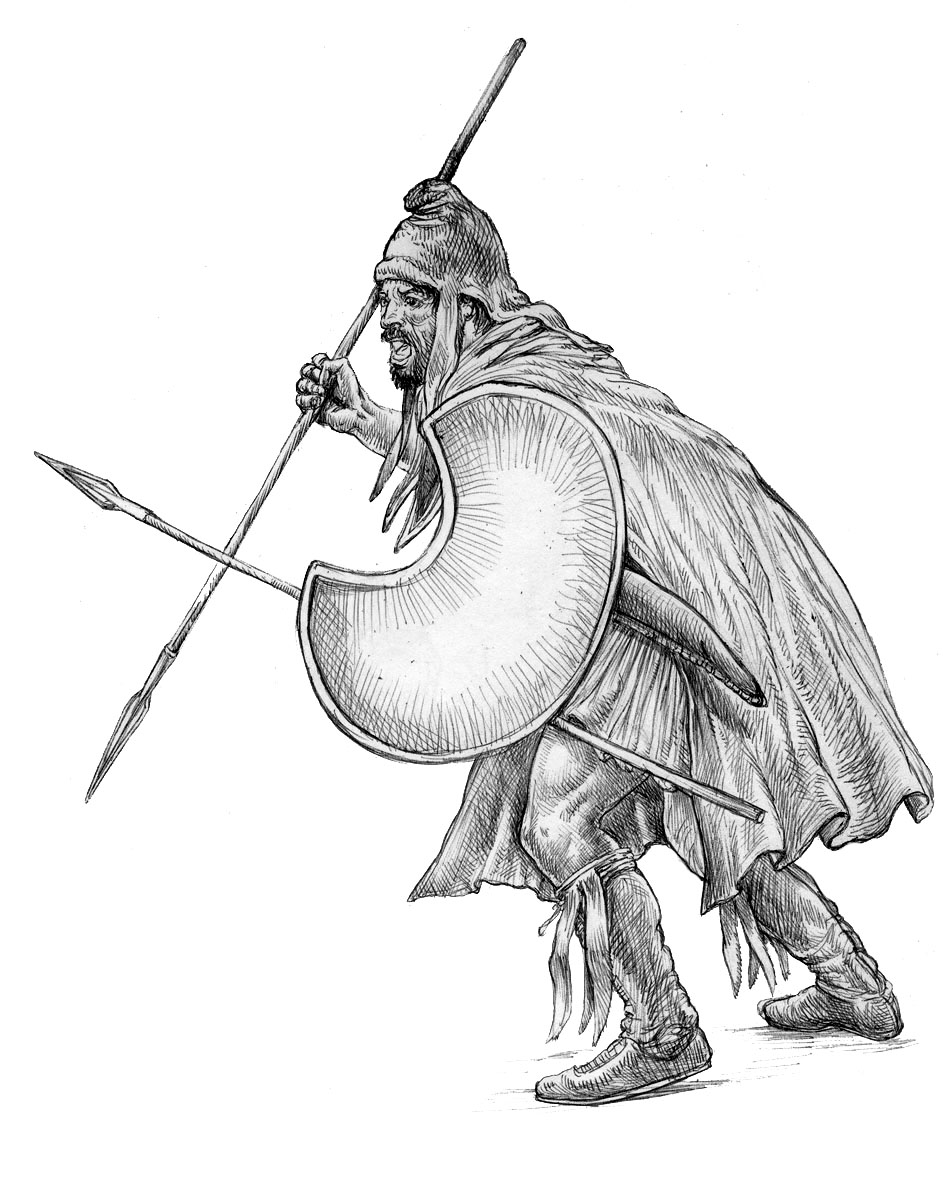
یک جنگجوی تراکی در قرن چهارم و پنجم پیش از میلاد

منشأ دقیق تراکی‌ها ناشناخته است، اما اعتقاد بر این است که پروتو-تراکی‌ها از ترکیبی از کشاورزان اولیه-هند-اروپایی و کشاورزان اولیه اروپایی که از بقیه آسیا و آفریقا از طریق آسیای صغیر (آناتولی) وارد شده‌اند، آمده باشند. فرهنگ اولیه تراکی نیز به گتاها(getae) و داکی‌ها، همچنین چندین قبیله کوچک‌تر تراکیایی دیگر توسعه یافت. گزنوفانس در قرن ششم قبل از میلاد، تراکیان را «چشم آبی و مو قرمز» توصیف کرده‌است.

## نگارخانه

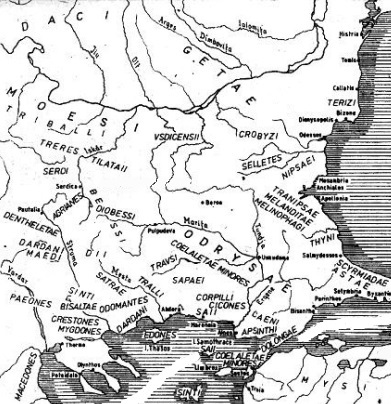
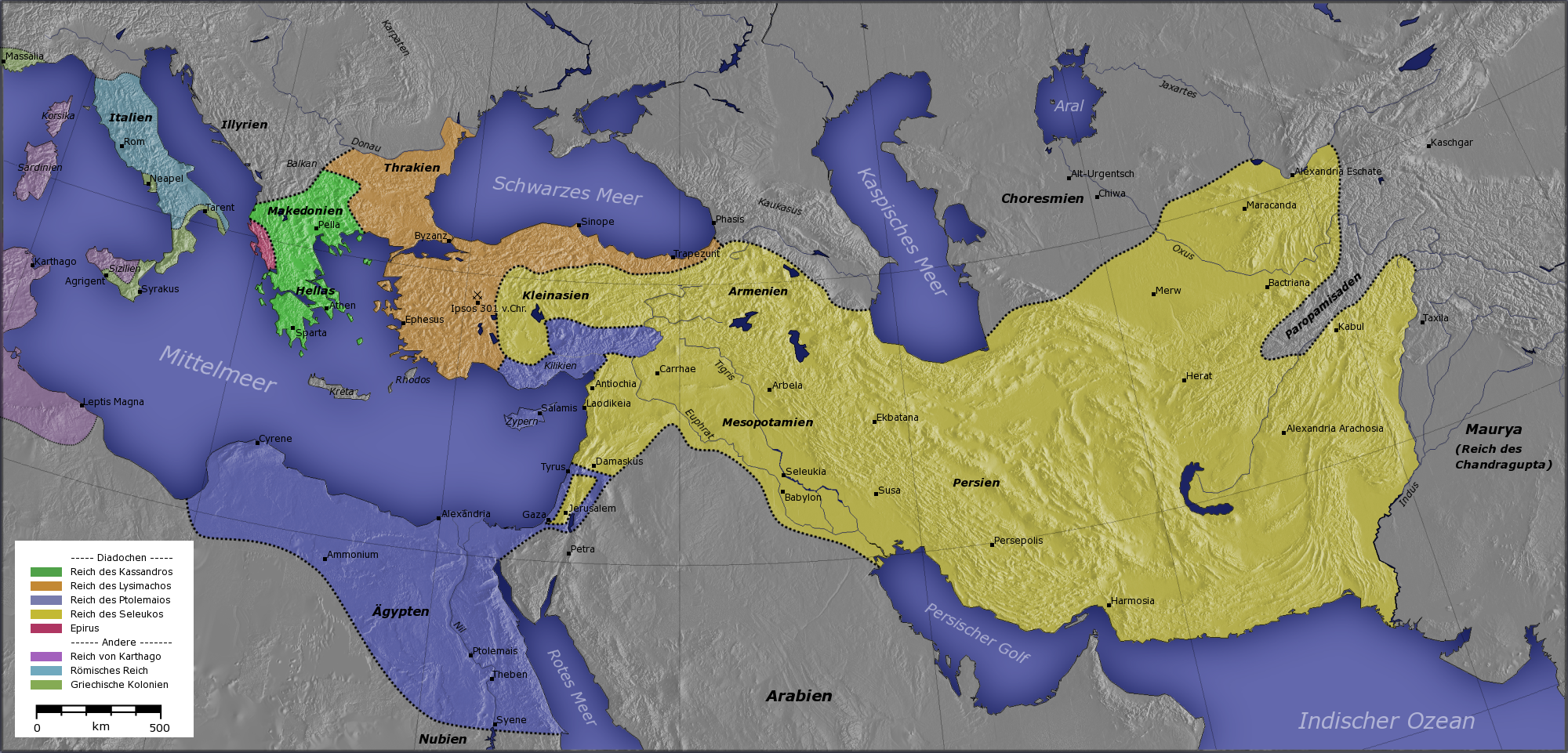
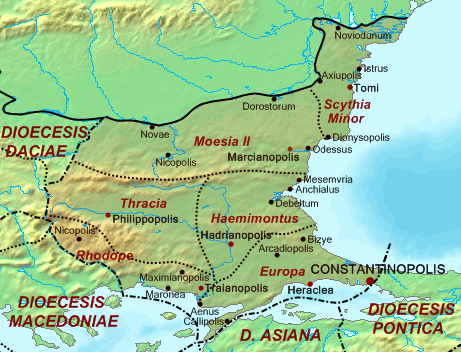
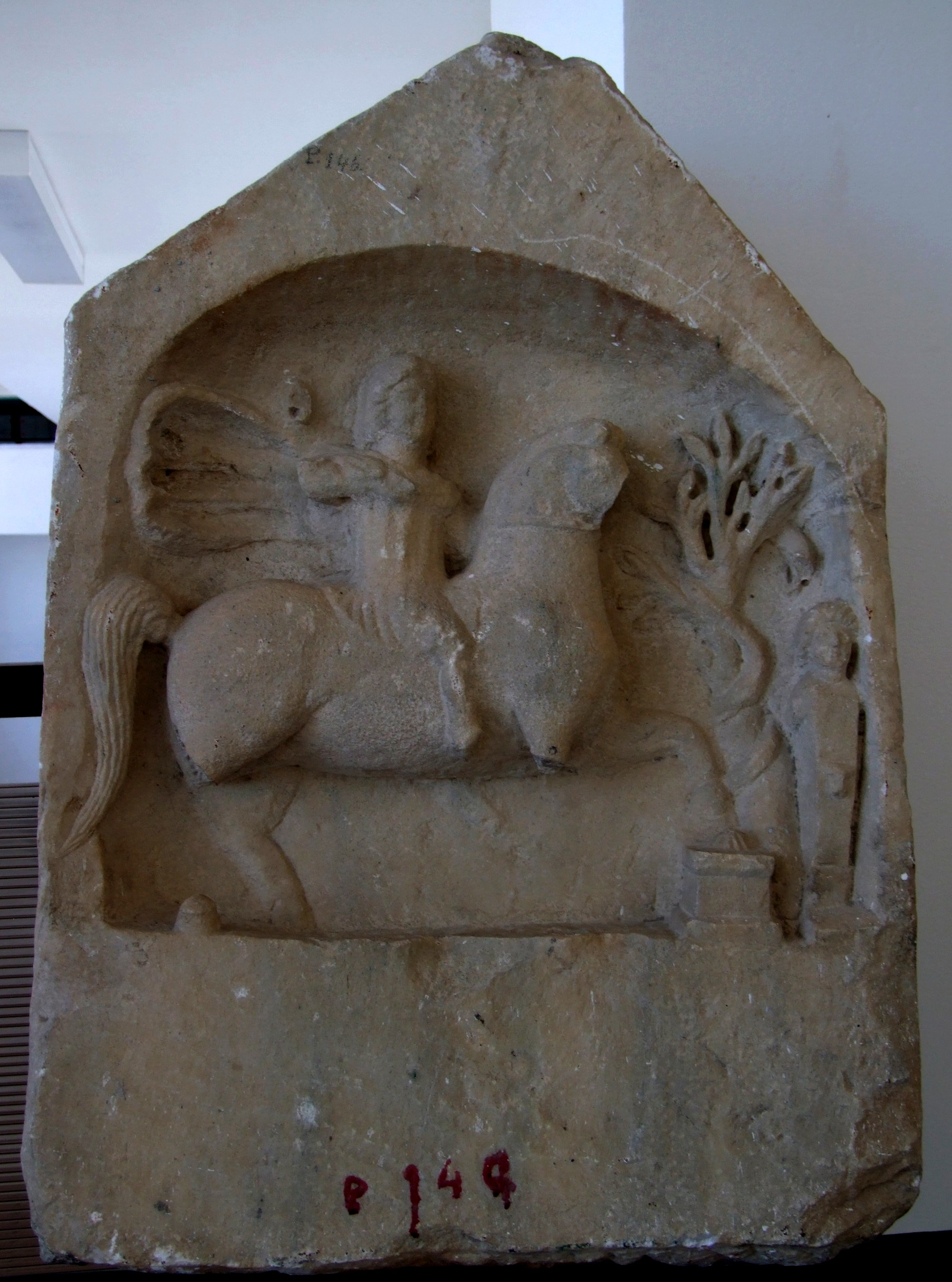
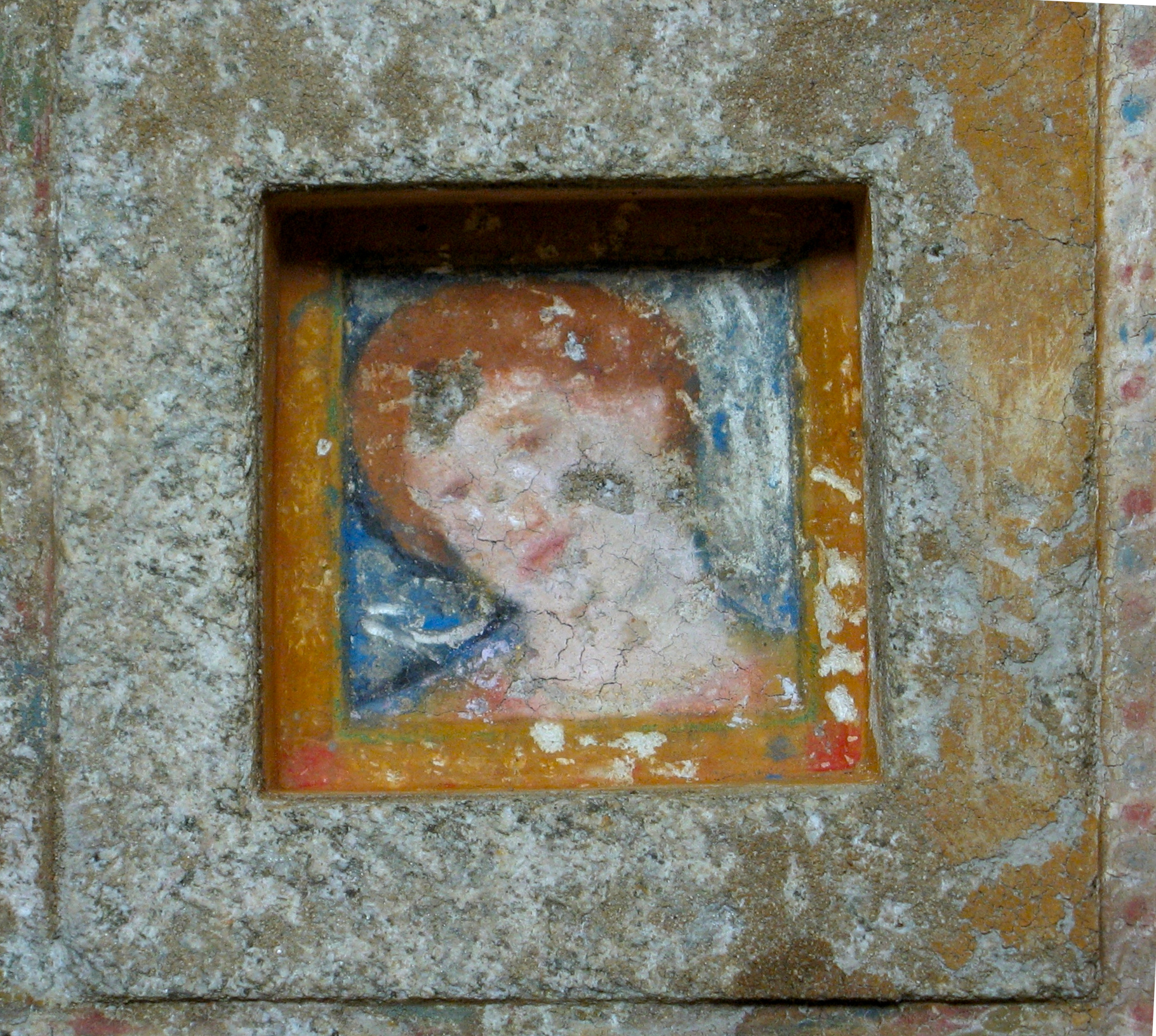
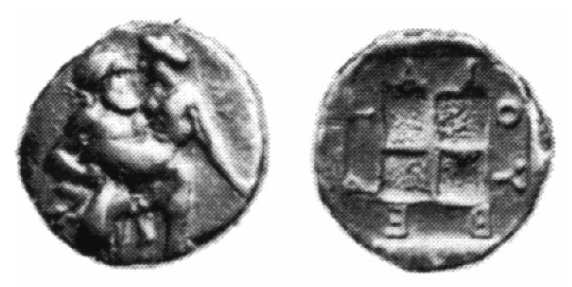
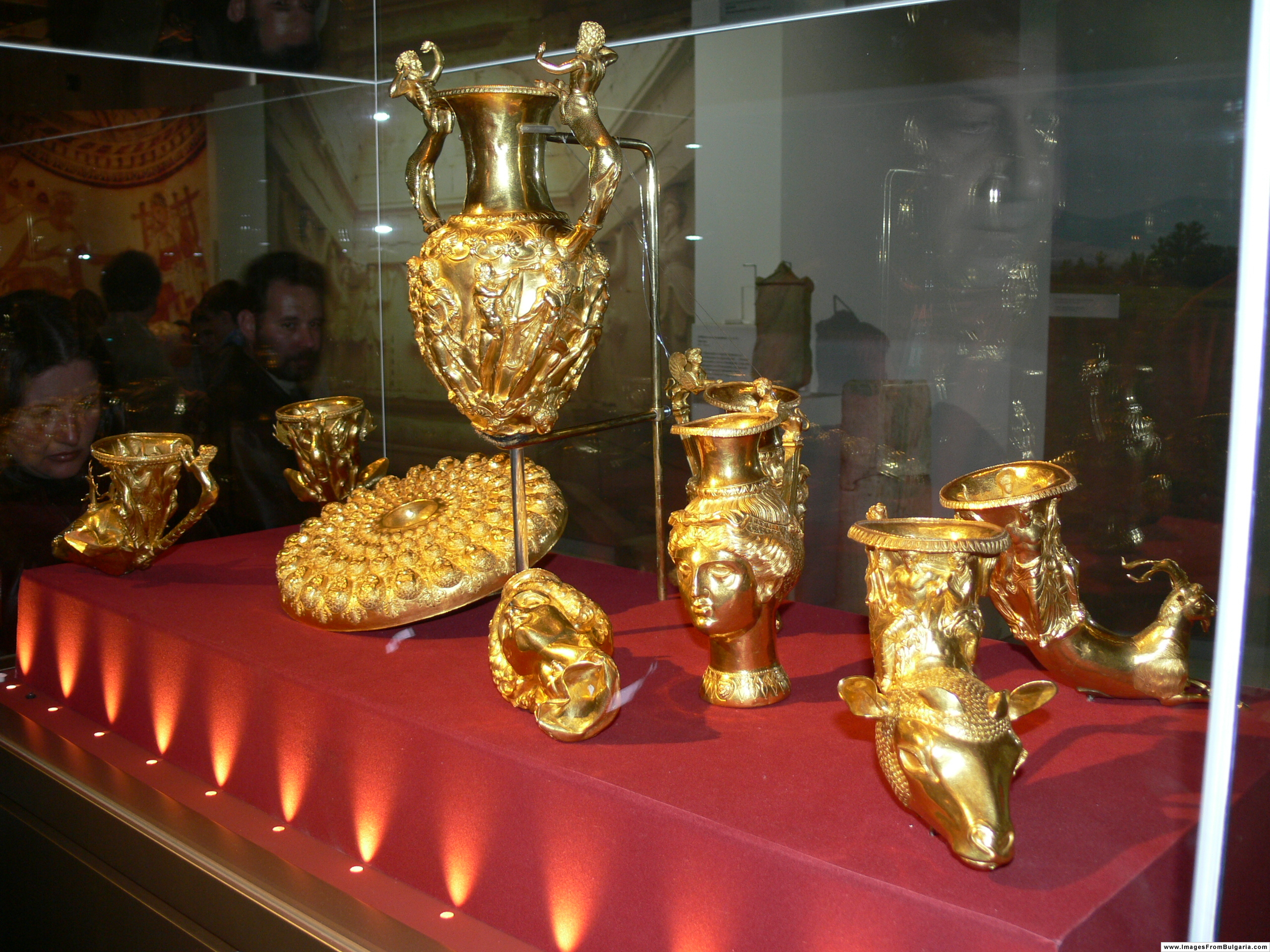